# Ussat
Ussat es una localidad y comuna francesa en la región de Mediodía-Pirineos, departamento francés del Ariège, en el distrito de Foix. Situada en los Pirineos franceses. 
A sus habitantes se le denomina por el gentilicio Ussatois.

## Lugares de interés
- Balnearios de aguas termales.
- Diversas cuevas y Spulgas (cuevas fortificadas) donde se refugiaron los cátaros durante la Edad Media, tras la caída de Montsegur.
- Grutas con estalactitas